# Constantin Al. Ionescu-Caion
Constantin Al. Ionescu-Caion (n. Constantin Alexandru Ionescu; 1882 – d. noiembrie sau decembrie 1918) a fost un jurnalist și poet român, cunoscut pentru disputa legală cu dramaturgul Ion Luca Caragiale.

## Biografie
A fost un simbolist, discipol al lui Alexandru Macedonski și un militant francofil și oponent al tradiționalismului. Opera sa cuprinde eseuri, povești scurte și proză în versuri, notabile pentru cultură populară, dar cu un impact mic asupra literaturii române. Ca jurnalist, Caion l-a acuzat pe Caragiale că a plagiat Năpasta, pierzând procesul din 1902, primind trei luni de închisoare și având de plătit 10.000 de lei despăgubire. Ulterior a fost achitat.
A fost fondator al mai multor reviste literare, cea mai cunoscută fiind Românul literar.